# Johann Friedrich Carl Rath
Johann Friedrich Carl Rath (* 23. Januar 1796 in Zwickau; † 14. Oktober 1875 in Leipzig) war Musiker, Arrangeur, Kapellmeister und Komponist.
Rath trat am 1. Februar 1812 ins Militär ein. Er wurde 1821 mit Aufgabe betraut, das Musikkorps des im gleichen Jahr in Dresden aus Einheiten der Königlich-Sächsischen Jäger-Brigade, die auch Schwarze Brigade genannt wurde, errichteten Königlich-Sächsischen Füsilier-Regiments aufzubauen. Er leitete das Musikkorps bis 1846 und komponierte viele Musikstücke für den dienstlichen Gebrauch.
Sein „Präsentiermarsch der Schwarzen Brigade“ war ursprünglich der Fahnenmarsch des Verbandes.
Dieser Marsch wurde 1933 als H(eeres)-M(arsch) I,59 in die Deutsche Heeresmarschsammlung (1933–1945), der Fortsetzung der preußischen Armeemarschsammlung, aufgenommen.
| Personendaten    | Personendaten                        |
| ---------------- | ------------------------------------ |
| NAME             | Rath, Johann Friedrich Carl          |
| ALTERNATIVNAMEN  | Rath, Karl                           |
| KURZBESCHREIBUNG | Musiker, Kapellmeister und Komponist |
| GEBURTSDATUM     | 23. Januar 1796                      |
| GEBURTSORT       | Zwickau                              |
| STERBEDATUM      | 14. Oktober 1875                     |
| STERBEORT        | Leipzig                              |